# Stara Wiśniewka (gromada)
Stara Wiśniewka – dawna gromada, czyli najmniejsza jednostka podziału terytorialnego Polskiej Rzeczypospolitej Ludowej w latach 1954–1972.
Gromady, z gromadzkimi radami narodowymi (GRN) jako organami władzy najniższego stopnia na wsi, funkcjonowały od reformy reorganizującej administrację wiejską przeprowadzonej jesienią 1954 do momentu ich zniesienia z dniem 1 stycznia 1973, tym samym wypierając organizację gminną w latach 1954–1972.
Gromadę Stara Wiśniewka z siedzibą GRN w Starej Wiśniewce utworzono – jako jedną z 8759 gromad na obszarze Polski – w powiecie złotowskim w woj. koszalińskim na mocy uchwały nr 43/54 WRN w Koszalinie z dnia 5 października 1954. W skład jednostki weszły obszary dotychczasowych gromad Stara Wiśniewka (bez gruntów RZS Prochy), Ługi i Nowa Wiśniewka, ponadto miejscowość Dubielno z dotychczasowej gromady Potulice oraz zachodnia część dotychczasowej gromady Czernice ze zniesionej gminy Stara Wiśniewka w tymże powiecie. Dla gromady ustalono 10 członków gromadzkiej rady narodowej.
31 grudnia 1959 do gromady Stara Wiśniewka włączono obszar zniesionej gromady Stare Dzierżążno (bez wsi Nowy Dwór) w tymże powiecie.
31 grudnia 1961 do gromady Stara Wiśniewka włączono wieś Czernice ze zniesionej gromady Głomsk w tymże powiecie.
Gromada przetrwała do końca 1972 roku, czyli do kolejnej reformy gminnej.